# Francisco Javier Hernández Arnedo

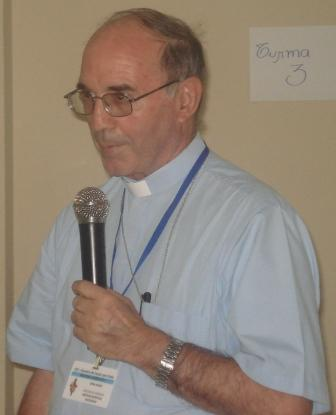
Francisco Javier Hernández Arnedo

Francisco Javier Hernández Arnedo OAR (* 13. Januar 1941 in Cascante) ist ein spanischer Ordensgeistlicher und emeritierter römisch-katholischer Bischof von Tianguá.

## Leben
Francisco Javier Hernández Arnedo trat der Ordensgemeinschaft der Augustiner-Rekollekten bei und empfing am 8. Juli 1965 die Priesterweihe.
Papst Johannes Paul II. ernannte ihn am 6. März 1991 zum Bischof von Tianguá. Der Erzbischof von Fortaleza, Aloísio Kardinal Lorscheider OFM, spendete ihm am 19. Mai desselben Jahres die Bischofsweihe; Mitkonsekratoren waren Clóvis Frainer OFMCap, Erzbischof von Manaus, und Florentino Zabalza Iturri OAR, Prälat von Lábrea. Als Wahlspruch wählte er Bonus eris minister.
Am 15. Februar 2017 nahm Papst Franziskus seinen altersbedingten Rücktritt an.